# Небыловский район
Небыловский район — административно-территориальная единица во Владимирской области РСФСР, существовавшая в 1935—1963 годах. Административный центр — село Небылое.

## История
Район был образован 25 января 1935 года в составе Ивановской Промышленной области с центром в селе Небылое путём выделения из части территории Юрьев-Польского района.
11 марта 1936 года в связи с ликвидацией Ивановской Промышленной области и образованием Ивановской области, район вошёл в состав последней.
14 августа 1944 года район вошёл в состав вновь образованной Владимирской области.
27 марта 1945 года Ельтесуновский, Кишлеевский и Клементьевский сельсоветы переданы в состав вновь образованного Ставровского района.
В 1954 году объединены сельсоветы: Андреевский и Абабуровский — в Андреевский с/с, Стародворский и Цибеевский — в Стародворский с/с, Калитеевский и Спасский — в Калитеевский с/с.
В 1959 году был упразднён Андреевский с/с с передачей его территории Небыловскому с/с.
1 февраля 1963 года район был ликвидирован: 7 с/с (Калининский, Небыловский, Никульский, Озерецкий, Тумской, Чековский, Шихобаловский) включены в Юрьев-Польский сельский район; 1 с/с (Стародворский) — во Владимирский сельский район; 1 с/с (Калитеевский) — в Собинский сельский район.

## Административное деление
В 1940 году в состав района входило 16 сельских советов:
| - Абабуровский, - Андреевский, - Ельтесуновский, - Калининский, - Калитеевский, - Кишлеевский, - Клементьевский, - Небыловский, | - Никульский, - Озерецкий, - Спасский, - Стародворский, - Тумский, - Цибеевский, - Чековский, - Шихабаловский, |